# Platja de les Roques
La platja de les Roques és un conjunt de cales de la costa del Maresme, situades al sud del Far de Calella, als contraforts del Parc Natural del Montnegre, al municipi de Calella (Maresme). Està formada per les cales de Rocapins, d'en Pere, de la Vinyeta i de Roca Grossa, separades per roques, i flanquejades per pins i penya-segats, amb un total de 736 m i una amplada mitjana de 26 m de sorra molt gruixuda i fort pendent d'entrada a l'aigua. Es practica el nudisme a la cala d'en Pere i l'escalada en una paret de la cala de Rocapins. L'accés és a peu des del pas a nivell que creua la carretera N-II a l'altura de la cala de la Vinyeta o pel que la creua des del far, a la cala Rocapins. Disposa del certificat de sostenibilitat Biosphere des del 2017. Està prohibit l'accés de mascotes (excepte gossos pigall) a la platja de les Roques amb l'objectiu de protegir el corb marí emplomallat.